# Sendhandbuch des Regino von Prüm
Die Libri duo de synodalibus causis et disciplinis ecclesiasticis (deutsch „Zwei Bücher über das Sendgericht und die kirchliche Disziplin“; im Deutschen meist einfach Reginos „Sendhandbuch“ genannt) sind eine Kanones-Sammlung, die Regino von Prüm im Jahr 906 angelegt hat.

## Inhalt, Quellen, Rezeption
Die Sammlung enthält 909 oft kurze Kanones, die meisten davon sind Auszüge aus Konzilsbeschlüssen, Bußbüchern und Kapitularien, darunter die Sammlung des Ansegis und Benedictus Levita; dazu kommen Schriften der Kirchenväter, Dekretalen und vereinzelt das römische Recht. Im Vergleich zu anderen Sammlungen hat Regino sehr viele Beschlüsse nordalpiner Synoden aufgenommen und dabei oft relativ kurz zurückliegende Synoden berücksichtigt.
Bischöfe waren verpflichtet, regelmäßig Visitationen einzelner Gemeinden in ihren Bistümern durchzuführen. Dabei sollten die Zustände vor Ort überprüft, eventuelle Missstände behoben und individuelle Verfehlungen bestraft werden. Das wichtigste Instrument dafür war das Sendgericht, für dessen Durchführung Regino sein Handbuch gedacht hat, wie er im Widmungsbrief ausdrücklich schreibt. Es enthält auch mehrere Fragenkataloge, mit denen die Vergehen sowohl des Klerus als auch der Laien aufgespürt werden sollten. Die oft detaillierten Fragen, die Beschreibung einzelner Delikte und die unterschiedlich schweren Bußen, die das Sendhandbuch nennt, machen es zu einer wertvollen historischen Quelle auch für das Alltagsleben des früheren Mittelalters. Ausführlich werden Ehe und Sexualität behandelt, besonders auch das Verbot von Ehen und sexuellen Beziehungen mit Verwandten (Inzest).
Reginos Sendhandbuch fand bis ins Hochmittelalter weite Verbreitung. Burchard von Worms nutzte Anfang des 11. Jahrhunderts vor allem Reginos Sammlung (und die Collectio Anselmo dedicata), um seine eigene Sammlung, den Liber decretorum, zu kompilieren.

## Editionen
Wilfried Hartmann hat eine kritische Edition des Sendhandbuchs erstellt, die die lange Zeit maßgebliche Ausgabe Wasserschlebens ersetzt. Nach längeren Vorarbeiten hat er dafür zunächst 2004 eine fast vollständige zweisprachige Ausgabe in der Freiherr-vom-Stein-Gedächtnisausgabe und 2023 die vollständige kritische Ausgabe (ebenfalls mit deutscher Übersetzung) in der damit neu eröffneten Reihe Collectiones canonum im Rahmen der Monumenta Germaniae Historica herausgegeben. Letztere ist die in der Wissenschaft maßgebliche Ausgabe des Sendhandbuchs.
- Hermann Wasserschleben (Hrsg.): Reginonis abbatis Prumiensis Libri duo de synodalibus causis et disciplinis ecclesiasticis. Ex diversis sanctorum patrum conciliis atque decretis collecti. Engelmann, Leipzig 1840, urn:nbn:de:bvb:12-bsb10743904-1.
- Wilfried Hartmann (Hrsg.): Das Sendhandbuch des Regino von Prüm (= Freiherr-vom-Stein-Gedächtnisausgabe, Reihe A: Ausgewählte Quellen zur deutschen Geschichte des Mittelalters. Band 42). Wissenschaftliche Buchgesellschaft, Darmstadt 2004, ISBN 3-534-14341-8.
- Wilfried Hartmann (Hrsg.): Regino von Prüm: Sendhandbuch (= MGH Collectiones canonum Band 1), Harrassowitz, Wiesbaden 2023, ISBN                   9783447119801.
- Robert Somerville, Bruce Clark Brasington: Prefaces to Canon Law Books in Latin Christianity: Selected Translations, 500–1317 (= Studies in medieval and early modern canon law. Band 18). 2. Auflage. Catholic University of America Press, Washington 2020, ISBN 978-0-8132-3341-3, S. 104–109 [nur das Vorwort].